# مارجوري هيل
مارجوري هيل (بالإنجليزية: Marjorie Hill)‏ هي مُدرسة أمريكية، ولدت في القرن التاسع عشر، وتوفيت في 1909.